# Viktoria Jäderling
Viktoria Jäderling, född 1971 i Sundsvall, är en svensk författare och litteraturkritiker, sedan 2008 verksam i Aftonbladet.
År 2017 debuterade hon med novellsamlingen Åh Lunargatan, som nominerades till Borås Tidnings debutantpris och Katapultpriset. 2018 översattes den till danska på Forlaget Silkefyret. 2023 kom romanen Fjällets succé.
Viktoria Jäderling är redaktionssekreterare för Divan: tidskrift för psykoanalys och kultur. Mellan 2005 och 2022 var hon redaktör och ansvarig utgivare för Med andra ord, tidskrift om litterär översättning, som 2013 utsågs till Årets kulturtidskrift.

## Priser och utmärkelser
- 2017 – Stiftelsen Fredrik Ströms minne
- 2018 – Katapultpriset (nominerad)
- 2018 – Borås Tidnings debutantpris (nominerad)
- 2023 – Albert Bonniers Stipendiefond för svenska författare